# 아이소프로필 알코올
아이소프로필 알코올(isopropyl alcohol), 아이소프로판올(isopropanol) 또는 프로판-2-올(propan-2-ol), 2-프로판올(2-propanol) 또는 IPA는 분자식 C3H8O의 화학 약품으로, 무색이며, 인화성을 가지는 약품이다.
무극성 물질을 용해하며 자기 얼룩을 남기지 않고 쉽게 증발하는 특징이 있어 반도체, LCD 등 IT 부품 세정액으로 많이 활용되며, 페인트, 잉크, 용매 등의 용제로도 사용되는 강한 알코올향의 무색 유기 용제이다. 소독용 알코올로 쓰이며 과다 사용시 심장 허혈 또는 경색, 저혈압을 유발한다.